# Colin Cotterill
Pour les articles homonymes, voir Cotterill.
Œuvres principales
Le Déjeuner du coroner
Colin Cotterill, né le 2 octobre 1952 à Londres, est un dessinateur et un auteur britannique de romans policiers.

## Biographie
Colin Cotterill a suivi des études afin de devenir professeur puis s'est embarqué dans un tour du monde. Il a enseigné en Australie, aux États-Unis et au Japon. Il a vécu en Thaïlande et au Laos, et a travaillé au sein d’ONG pour la réinsertion d’enfants-prostitués puis a produit une série linguistique en 40 épisodes intitulée "English by accident" pour la télévision thaïlandaise et a été chroniqueur régulier du Bangkok Post. Aujourd’hui écrivain à plein temps, il vit à Chiang Mai, en Thaïlande. Il rédige son premier roman "The Night Bastard" en 2000. Il remporte le Prix SNCF du polar européen en 2006 pour son roman Le Déjeuner du coroner (The coroner's lunch), suivi par La dent du Bouddha...

## Œuvre

### Les Aventures duDr. Siri Paiboun
- The Coroner's Lunch (2004) Publié en français sous le titre Le Déjeuner du coroner - traduction Valérie Malfoy -, Paris, Albin Michel, coll. « Carré jaune », 2006 ; réédition, Paris, LGF, coll. « Le Livre de Poche policier » no 30994, 2008 (ISBN 978-2-253-12338-5)
- Thirty-Three Teeth (2005) Publié en français sous le titre La Dent du Bouddha - traduction Valérie Malfoy -, Paris, Albin Michel, coll. « Carré jaune », 2007 ; réédition, Paris, LGF, coll. « Le Livre de Poche policier » no 31229, 2009 (ISBN 978-2-253-12335-4)
- Disco For the Departed (2006)
- Anarchy and Old Dogs (2007)
- Curse of the Pogo Stick (2008)
- The Merry Misogynist (2009)
- Love Songs from a Shallow Grave (2010)
- Slash and Burn (2011)
- The Woman Who Wouldn't Die (2013)
- Six and a Half Deadly Sins (2015)
- I Shot the Buddha (2016)
- The Rat Catchers’ Olympics (2017)
- Don’t Eat Me (2018)
- The Second Biggest Nothing (2019)
- The Delightful Life of a Suicide Pilot (2020)

### SérieJimm Juree
- Killed at the Whim of a Hat (2011) Publié en français sous le titre Tué sur un coup de tête, Paris, Prisma, coll. « Prisma Noir », 2013 (ISBN 978-2-8104-0392-9)
- Granddad, There's a Head on the Beach (2012)
- The Axe Factor (2013)
- Hidden Genders (2012)

### Autres romans
- Pool and its Role in Asian Communism (2005)
- Ageing Disgracefully: Short Stories about Atrocious Old People (2009)
- Average Alan (2013)
- The Motion Picture Teller (2023)

## Récompenses notables
- Prix SNCF du polar européen : 2004 : Le Déjeuner du Coroner
- Prix Dilys 2006 pour Thirty-Three Teeth
- Nomination au Gold Dagger Award : 2008 : The Coroner's Lunch